# Gaston Sabouraud
Gaston Sabouraud, né le 8 juin 1846 à La Châtaigneraie (Vendée) et mort le 15 décembre 1899 à Nieul-sur-l'Autise (Vendée), est un homme politique français.

## Biographie
Ambroise Gaston Sabouraud est le fils de Frédéric Sabouraud, docteur en médecine, et de Céline Pouzin. Il épouse Marguerite Ernoul, fille du garde des sceaux Jean Ernoul.
Après avoir suivi sa scolarité au lycée de Nantes, il fait son droit à Paris, est reçu docteur en droit le 30 avril 1870 et se fait inscrire au barreau.
Après la guerre, il s'occupe principalement d'agriculture, sans se désintéresser cependant de la politique. Candidat aux élections législatives du 6 octobre 1877, dans la 1re circonscription de Fontenay-le-Comte (Vendée), il échoue avec 8 004 voix contre 8 665 à l'élu, M. Bienvenu, républicain ; mais, porté, le 4 octobre 1885, sur la liste conservatrice de la Vendée, il est élu et prend place à l'union des droites, combat de ses votes la politique scolaire et coloniale des ministères républicains, et se prononce, dans la dernière session : contre le rétablissement du scrutin d'arrondissement (11 février 1889), pour l'ajournement indéfini de la révision de la Constitution, contre les poursuites contre trois députés membres de la Ligue des patriotes, contre le projet de loi Lisbonne restrictif de la liberté de la presse et contre les poursuites contre le général Boulanger.

## Source
- « Gaston Sabouraud », dans Adolphe Robert et Gaston Cougny, Dictionnaire des parlementaires français, Edgar Bourloton, 1889-1891 [détail de l’édition]
- « Gaston Sabouraud », dans le Dictionnaire des parlementaires français (1889-1940), sous la direction de Jean Jolly, PUF, 1960 [détail de l’édition]